# گکوی انگشت‌ریشه‌دار
 گکوی انگشت‌ریشه‌دار(نام علمی: Crossobamon) نام یک سرده از تیره گکو است.